# Oldřich Hilmera
Oldřich Hilmera (29. března 1891 Veltrusy – 6. října 1948 Praha) byl český sbormistr a hudební skladatel.

## Život
Vystudoval střední školu v Rakovníku a učitelský ústav v Jičíně. Na pražské konzervatoři byl žákem Karla Boleslava Jiráka, Otakara Jeremiáše a v mistrovské škole pak Josefa Bohuslava Foerstera. Učil na učitelských ústavech v Praze a v Jičíně. Později se stal inspektorem středních škol a učitelských ústavů.
Zpíval v Pěveckém sdružení pražských učitelů pod vedením prof. Františka Spilky. V roce 1921 se stal sbormistrem pěveckého sdružení Křížkovský, se kterým podnikl zájezdy do řady evropských zemí a získal i mezinárodní ocenění. Od roku 1938 až do své smrti v roce 1948 byl sbormistrem Pražského pěveckého sboru Smetana.

## Dílo

### Komorní skladby
- Tři listy (klavír, 1922)
- Bagarela-Serenáda (violoncello, 1923)
- Smyčcový kvartet (1923)

### Písně
- Smutná pohádka (1917)
- 3 dětské písně (1920)
- Ze Slovácka (1922)

### Sbory
- Jaro (dětský, 1930)
- Zahrajte mně muzikanti (dětský)
- Jasná noc (ženský, 1916)
- 3 české písničky (mužský, 1922)
- Kůň vraný (mužský,1929)
- Laštovička (pět smíšených sborů, 1942)

### Jiné vokální skladby
- Legenda Tritonova (kantáta, text Jaroslav Vrchlický, 1924)
- Oblaka (dvoudílná kantáta, 1928)
- Honza a slon (dětská opera, 1920)

### Pedagogická díla
- Cvičebnice zpěvu pro školu měšťanskou
- Cvičebnice zpěvu pro 1. a 2. třídou středních škol (1932)
- Klíček, cvičebnice zpěvu a hudební nauky pro obecné školy (1937)